# فينس فيليبس
فينس فيليبس (بالإنجليزية: Vince Phillips)‏ مواليد 23 يوليو 1963 في بينساكولا، فلوريدا، الولايات المتحدة، هو ملاكم أمريكي يصنف ضمن فئة وزن خفيف المتوسط. حقق بطولة الاتحاد الدولي للملاكمة.

## إحصائيات
خاض خلال مسيرته 61 نزالا، فاز في 48 وتعادل في 1 وخسر في 12. فاز بالضربة القاضية في 34 نزالا.

## روابط خارجية
- فينس فيليبس على موقع بوكس ريك (الإنجليزية) (registration required)